# Best Of (Andrea-Berg-Album)
Best Of ist das erste Best-of-Album von Andrea Berg.

## Inhalt
Das Album enthält 15 ihrer größten Hits, von den Frühneunziger-Singles Bittersüße Zärtlichkeit und Kilimandscharo bis zu ihrem kommerziellen Durchbruch, Die Gefühle haben Schweigepflicht und Songs von ihrem Album Wo liegt das Paradies von 2001 (Ich sterbe nicht noch mal). 2008 wurde die 2-Millionen-Edition veröffentlicht, die eine Bonus-DVD enthält.

## Titelliste
| #  | Titel                                     | Autor(en)                                                                          | Produzent(en) | Länge |
| -- | ----------------------------------------- | ---------------------------------------------------------------------------------- | ------------- | ----- |
| 1  | Die Gefühle haben Schweigepflicht         | Norbert Hammerschmidt, Eugen Römer                                                 | Eugen Römer   | 3:26  |
| 2  | Wenn du mich willst (dann küss mich doch) | Norbert Hammerschmidt, Eugen Römer                                                 | Eugen Römer   | 3:07  |
| 3  | Bittersüße Zärtlichkeit                   | Norbert Hammerschmidt, Eugen Römer                                                 | Eugen Römer   | 3:41  |
| 4  | Kilimandscharo                            | Eugen Römer, Erich Offierowski                                                     | Eugen Römer   | 3:10  |
| 5  | Warum nur träumen                         | Eugen Römer, Andrea Berg, Horst-Herbert Krause                                     | Eugen Römer   | 3:33  |
| 6  | Wenn du mich berührst                     | Eugen Römer, Andrea Berg                                                           | Eugen Römer   | 4:06  |
| 7  | Diese Nacht soll nie enden                | Eugen Römer, Andrea Berg                                                           | Eugen Römer   | 3:23  |
| 8  | Du hast mich tausendmal belogen           | Irma Holder, Eugen Römer, Andrea Berg                                              | Eugen Römer   | 3:44  |
| 9  | Tango amore                               | Irma Holder, Eugen Römer                                                           | Eugen Römer   | 3:30  |
| 10 | Ich sterbe nicht nochmal                  | Irma Holder, Eugen Römer                                                           | Eugen Römer   | 3:41  |
| 11 | Vielleicht ein Traum zu viel              | Irma Holder, Eugen Römer, Andrea Berg                                              | Eugen Römer   | 3:24  |
| 12 | Und wenn ich geh’                         | Irma Holder, Eugen Römer                                                           | Eugen Römer   | 3:36  |
| 13 | Geh doch, wenn du sie liebst              | Eugen Römer, Andrea Berg                                                           | Eugen Römer   | 3:13  |
| 14 | Auch heute noch                           | Eugen Römer, Joachim Horn-Bernges                                                  | Eugen Römer   | 4:31  |
| 15 | Andrea Berg Partymix                      | Norbert Hammerschmidt, Irma Holder, Eugen Römer, Andrea Berg, Horst-Herbert Krause | Eugen Römer   | 4:05  |

## Kommerzieller Erfolg
Mit 352 Wochen in den deutschen Charts gilt das Album als der drittlanglebigste Tonträger in der deutschen Chartgeschichte, in der Berg auch aufgrund dieses Tonträgers die am häufigsten platzierte Solokünstlerin ist. Mit dem Album wurde sie 2013 ins Guinness-Buch der Rekorde aufgenommen. In der Chartwoche vom 22. November 2019 übernahm Helene Fischer mit ihrem Album Best of Helene Fischer den Rekord von Andrea Bergs Best Of-Album für das am längsten platzierte Album in den deutschen Albumcharts. Im Februar 2021 erhielt Andrea Berg in der Sendung Schlagerchampions von Florian Silbereisen eine Achtfach-Platin-Auszeichnung für 2,4 Mio. verkaufte Exemplare. In den österreichischen Charts war sie 670 Wochen platziert, womit sie ebenfalls auf Platz eins der Bestenliste steht.

### Chartplatzierungen
| ChartsChartplatzierungen | Höchstplatzierung | Wochen |
| ------------------------ | ----------------- | ------ |
| Deutschland (GfK)        | 13 (352 Wo.)      | 352    |
| Österreich (Ö3)          | 5 (670 Wo.)       | 670    |
| Schweiz (IFPI)           | 49 (27 Wo.)       | 27     |

| ChartsJahrescharts (2002) | Platzierung |
| ------------------------- | ----------- |
| Deutschland (GfK)         | 55          |
| Österreich (Ö3)           | 47          |

| ChartsJahrescharts (2003) | Platzierung |
| ------------------------- | ----------- |
| Deutschland (GfK)         | 31          |
| Österreich (Ö3)           | 33          |

| ChartsJahrescharts (2004) | Platzierung |
| ------------------------- | ----------- |
| Deutschland (GfK)         | 23          |
| Österreich (Ö3)           | 20          |

| ChartsJahrescharts (2005) | Platzierung |
| ------------------------- | ----------- |
| Deutschland (GfK)         | 43          |
| Österreich (Ö3)           | 31          |

| ChartsJahrescharts (2006) | Platzierung |
| ------------------------- | ----------- |
| Deutschland (GfK)         | 48          |
| Österreich (Ö3)           | 23          |

| ChartsJahrescharts (2007) | Platzierung |
| ------------------------- | ----------- |
| Deutschland (GfK)         | 72          |
| Österreich (Ö3)           | 15          |

| ChartsJahrescharts (2008) | Platzierung |
| ------------------------- | ----------- |
| Österreich (Ö3)           | 23          |

| ChartsJahrescharts (2009) | Platzierung |
| ------------------------- | ----------- |
| Österreich (Ö3)           | 42          |

| ChartsJahrescharts (2010) | Platzierung |
| ------------------------- | ----------- |
| Österreich (Ö3)           | 48          |

| ChartsJahrescharts (2011) | Platzierung |
| ------------------------- | ----------- |
| Österreich (Ö3)           | 22          |

| ChartsJahrescharts (2012) | Platzierung |
| ------------------------- | ----------- |
| Österreich (Ö3)           | 25          |

| ChartsJahrescharts (2013) | Platzierung |
| ------------------------- | ----------- |
| Österreich (Ö3)           | 9           |

| ChartsJahrescharts (2014) | Platzierung |
| ------------------------- | ----------- |
| Österreich (Ö3)           | 20          |

### Auszeichnungen für Musikverkäufe
| Land/Region        | Auszeichnungen für Musikverkäufe (Land/Region, Auszeichnung, Verkäufe) | Verkäufe  |
| ------------------ | ---------------------------------------------------------------------- | --------- |
| Deutschland (BVMI) | 17× Gold                                                               | 2.550.000 |
| Österreich (IFPI)  | 6× Platin                                                              | 240.000   |
| Schweiz (IFPI)     | Gold                                                                   | 20.000    |
| Insgesamt          | 2× Gold · 14× Platin ·                                                 | 2.810.000 |